# Hackettstown (New Jersey)
Pour les articles homonymes, voir Hackettstown.
Hackettstown est une ville du comté de Warren, au nord-ouest de l’État du New Jersey, le long de la rivière Musconetcong (Elle est située dans la région la plus orientale de la vallée de Lehigh. Lors du recensement de 2010, elle compte 9 724 habitants.

## Démographie
D'après les chiffres du recensement de 2010, la ville compte 9 724 habitants répartis en 3 575 foyers et 2 256 familles. La répartition ethnique se fait pour l'essentiel entre Blancs à 85 % et Noirs à 2.5 % ; par ailleurs, 15.2 % des habitants se déclarent hispaniques ou latinos.

## Personnalités nées dans la ville
- Charles L. Grant (1942-2006), écrivain.
- Jimmi Simpson (né en 1975), acteur.
- Eric Millegan (né en 1974), acteur.